# Боболино (Фиренца)
Боболино је насеље у Италији у округу Фиренца, региону Тоскана.
Према процени из 2011. у насељу је живело 275 становника. Насеље се налази на надморској висини од 116 м.